# Gleirschtaler Brandjoch
Le Gleirschtaler Brandjoch est une montagne culminant à 2 372 m d'altitude dans le massif des Karwendel.

## Géographie
La montagne se situe au nord de la brèche d'Arzl.

## Ascension
L'ascension par le col de Mandl vers le sommet au sud (2 374 m) est d'une difficulté I ; depuis 1960 se trouve un refuge. Le col de Mandl fait partie du Goetheweg à partir de la station Hafelekar du Nordkettenbahn ou du refuge de Pfeis. La voie vers le sommet au nord suit la crête.